# 世界肥胖日

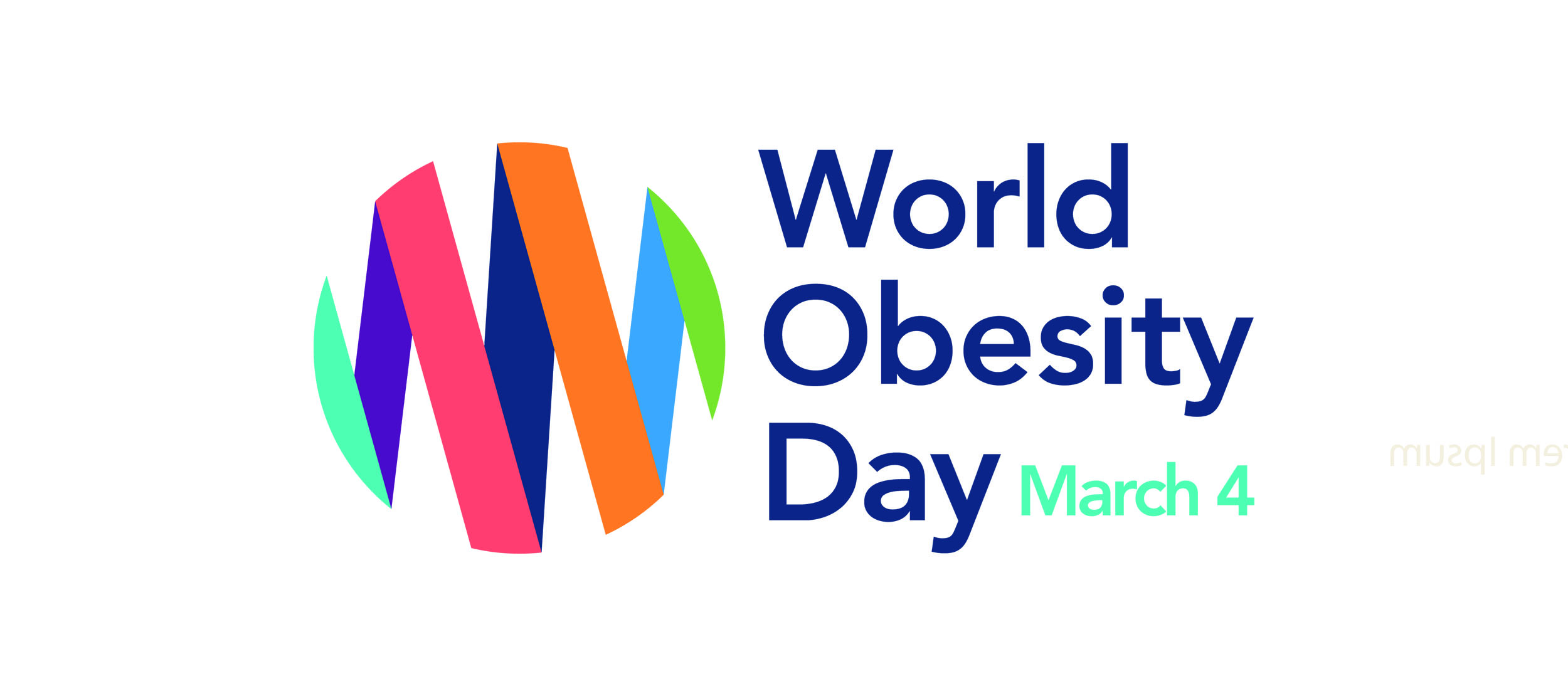
世界肥胖日的標誌

自2020年起，世界肥胖日（英語：World Obesity Day）定在每年的3月4日（之前为10月11日），旨在推动切实可行的解决方案，以结束全球肥胖危机。世界肥胖聯合會與世界衛生組織有官方關係的非營利機構，也是柳葉刀肥胖委員會的合作機構。世界肥胖聯合會的目標是“領導和推動全球減少、預防和努力治療肥胖。”
第一屆世界肥胖日於2015年舉行。2016年舉行第二屆世界肥胖日，聚焦於兒童肥胖，並與世界衛生組織委員會提出解決兒童肥胖的報告 。
2017年世界肥胖日的主題是“現在治療肥胖，以後避免後果。”呼籲投資治療服務，改善治療的成功以及預防減少治療需求。

## 外部連結
- 官方網站 （页面存档备份，存于）
- 解決兒童肥胖的報告